# ドイチェ・フースバルマイスターシャフト1930-1931
ドイチェ・フースバルマイスターシャフト 1930-1931 はドイツサッカー協会によって開催された第24回目のクラブチーム全国大会である。ヘルタBSCが優勝し、2回目のドイチャー・フースバルマイスターの座に就いた。

## 概要
今大会が開催された時期には世界大恐慌がドイツ経済を直撃し、大規模な失業と貧困が広がった。サッカー界でも観客動員数が激減し、影響を受けている。こうした厳しい経済情勢にあって、労働者の選手がクラブ収入の一部から金銭報酬を得ようという誘惑が起きても、不思議ではなかった。だがアマチュア原理主義のDFBは、それを絶対的タブーとしていた。アマチュア規定に違反する報酬支払いは、ヘルタBSC、アイントラハト・フランクフルト、1.FCニュルンベルクといった大きなクラブでは、ずっと前から既に常態化しており、地方協会が目をつぶる事で発覚せずに済んでいた。しかし、西部ドイツ競技協会 (WSV) が金銭報酬受け取りに厳しい態度をとったことから、そうした選手は「プロフェッショナル」とみなされるようになった。
最も過酷な処分を受けたのはFCシャルケ04であり、所属のWSVによってトップチームは完全に活動を禁止されてしまった。シャルケはルール地区一部リーグから同二部リーグに降格処分となるはずだったが、西部ドイツ全体のサッカークラブ・ファンによる激しい抗議によって、半年後に白紙撤回された。こうしてシャルケは降格を免れたものの、今季のヴェストドイチェ・マイスターシャフト決勝ラウンド進出だけは禁止された。
北東部のサッカー統括範囲に変更があった。これまでバルト芝生・ウインタースポーツ協会に所属していたポンメルンのクラブが、ベルリン＝ブランデンブルクのVBBに移籍。以後はこの地域から全国を目指すこととなる。オストプロイセン・自由都市ダンツィヒ・ヒンターポンメルンはこれまで通りバルト協会に所属する。
前回王者ヘルタBSCはドイツ王座防衛に成功し、1．FCニュルンベルクに続き史上二つ目の連覇達成クラブとなった。また、ヘルタは六大会連続決勝進出 (1926-1931)という記録も樹立。その後シャルケ (1937-1942)に追いつかれてしまうのだが、抜かれることはなかった。最初の四回はことごとく敗れ、不運なシルバーコレクターだったヘルタだが、今回の優勝は幸運に恵まれた。ヘルタは「ミュンヘンの獅子達」こと、TSV1860ミュンヘンに内容的にも圧倒され、後半途中まで1－2とリードされていた。しかし明らかにオフサイドで取り消されるべきだった同点・逆転ゴールが、副審の上げたフラッグを見ていなかった主審のミスで認められ、3－2で逆転勝ちできたのだった。1860にとっての慰めは、ミュンヘン勢として初めてDM決勝に進出したという名誉である。

労働者体操・スポーツ協会 (ATSB)ではロルベーア・ハンブルクが優勝。ドイツ体操団体とドイツ青年活力は全国大会を開催しなかった。ATSBからの分派として新たに赤色スポーツ統一闘争共同体  (ドイツ共産党傘下の統括組織) が作られ、第一回全国サッカー大会を開催。過去四回ATSB王者となったドレスデナーSV1910が優勝した。

## 出場クラブ[2]
| クラブ                                   | 出場資格                                                            |
| SVプルシア＝ザムラント・ケーニヒスベルク | バルティッシェ・フースバルマイスターシャフト1930-1931優勝           |
| VfBケーニヒスベルク                      | バルティッシェ・フースバルマイスターシャフト1930-1931準優勝         |
| ボイテナーSuSV                           | ズュートオストドイチェ・フースバルマイスターシャフト1930-1931優勝   |
| VfBリークニッツ                          | ズュートオストドイチェ・フースバルマイスターシャフト1930-1931準優勝 |
| ヘルタBSC                                | ベルリナー・フースバルマイスターシャフト1930-1931優勝               |
| テニス・ボルシア・ベルリン               | ベルリナー・フースバルマイスターシャフト1930-1931準優勝             |
| ドレスナーSC                             | ミッテルドイチェ・フースバルマイスターシャフト1930-1931優勝         |
| SpVgg1899ライプツィヒ＝リンデナウ        | ミッテルドイチャー・ポカール1930-1931優勝                           |
| ハンブルガーSV                           | ノルトドイチェ・フースバルマイスターシャフト1930-1931優勝           |
| ホルシュタイン・キール                   | ノルトドイチェ・フースバルマイスターシャフト1930-1931準優勝         |
| フォルトゥナ・デュッセルドルフ           | ヴェストドイチェ・フースバルマイスターシャフト1930-1931優勝         |
| VfB03ビーレフェルト                      | ヴェストドイチェ・フースバルマイスターシャフト1930-1931準優勝       |
| マイデリッヒャーSV                       | ヴェストドイチェ第三代表決定プレーオフ勝者                          |
| SpVggフュルト                            | ズュートドイチェ・フースバルマイスターシャフト1930-1931優勝         |
| アイントラハト・フランクフルト           | ズュートドイチェ・フースバルマイスターシャフト1930-1931準優勝       |
| TSV1860ミュンヘン                        | ズュートドイチェ第三代表決定プレーオフ勝者                          |

## ラウンドオブ16
開催日：1931年5月10日・17日

会場：シュポルトプラッツ・ハイニッツグルーベ (ボイテン)、カンプフバーン・ローテ・エアデ (ドルトムント)、シュターディオン・アム・ゲズントブルネン (ベルリン)、VfBプラッツ・マラウネンホーフ (ケーニヒスベルク)、ホルシュタイン=シュターディオン (キール)、プロープスタイダー・シュターディオン (ライプツィヒ)、ラインシュタディオン (デュッセルドルフ)、ハインリヒ=ツィッシュ=シュターディオン (ミュンヘン)
| チーム #1                      | スコア | チーム #2                                |
| ------------------------------ | ------ | ---------------------------------------- |
| ボイテナーSuSV                 | 0–2    | ハンブルガーSV                           |
| フォルトゥナ・デュッセルドルフ | 2–3    | アイントラハト・フランクフルト           |
| ホルシュタイン・キール         | 3–2    | SVプルシア＝ザムラント・ケーニヒスベルク |
| SpVggライプツィヒ＝リンデナオ  | 0–3    | SpVggフュルト                            |
| テニス・ボルシア・ベルリン     | 6–1    | VfBリークニッツ                          |
| TSV1860ミュンヘン              | 4–1    | マイデリッヒャーSV                       |
| VfB03ビーレフェルト            | 2–5    | ヘルタBSC                                |
| VfBケーニヒスベルク            | 1–8    | ドレスデナーSC                           |

## 準々決勝
開催日：1931年5月17日・24日

会場：アルトナー・シュターディオン (ハンブルク＝アルトナ)、ポストシュターディオン (ベルリン)、シュターディオン・イム・オストラゲエーゲ (ドレスデン)、シュターディオン・アム・リーダーヴァルト (フランクフルト・アム・マイン)
| チーム #1         | スコア | チーム #2                      |
| ----------------- | ------ | ------------------------------ |
| ドレスナーSC      | 3–4    | ホルシュタイン・キール         |
| ハンブルガーSV    | 2–0    | アイントラハト・フランクフルト |
| ヘルタBSC         | 3–1    | SpVggフュルト                  |
| TSV1860ミュンヘン | 1–0    | テニス・ボルシア・ベルリン     |

## 準決勝
開催日：1931年5月31日

会場：ヴァッカーシュターディオン (ライプツィヒ)、ヴェダオシュターディオン (デュースブルク)
| チーム #1         | スコア | チーム #2              |
| ----------------- | ------ | ---------------------- |
| ヘルタBSC         | 3–2    | ハンブルガーSV         |
| TSV1860ミュンヘン | 2–0    | ホルシュタイン・キール |

## 決勝
| ヘルタBSC                                 | 3- 2     | TSV1860ミュンヘン                         |
| ----------------------------------------- | -------- | ----------------------------------------- |
| ゾベク 44分 · ゾベク 75分 · キアザイ 89分 | レポート | ウェールデンベアガー 24分 · ラフナー 45分 |

| ヘルタBSC |  |                                                     |  |
|           |  |                                                     |  |
| GK        |  | パウル・ゲールハーア                                |  |
| DF        |  | ヴィリ・フェルカー                                  |  |
| DF        |  | ルドルフ・ヴィルヘルム (1905年生まれのサッカー選手) |  |
| MF        |  | ハンス・アペル                                      |  |
| MF        |  | エアンスト・ミュラー (サッカー選手)                 |  |
| MF        |  | アルフレート・シュターア                            |  |
| FW        |  | ハンス・ルーフ                                      |  |
| FW        |  | ハンネ・ゾベク                                      |  |
| FW        |  | ブルーノ・レーマン                                  |  |
| FW        |  | ヴィリ・キアザイ                                    |  |
| FW        |  | ヘアマン・ハーン (1908年生まれのサッカー選手)       |  |
| 監督      |  |                                                     |  |
|           |  |                                                     |  |

| TSV1860ミュンヘン |  |                                         |  |
|                   |  |                                         |  |
| GK                |  | アルフレート・リームケ                  |  |
| DF                |  | マックス・シェーファー (サッカー選手)   |  |
| DF                |  | ヨーゼフ・ヴェンドル                    |  |
| MF                |  | ルートヴィヒ・シュトック (サッカー選手) |  |
| MF                |  | アロイス・プレードル                    |  |
| MF                |  | フリッツ・アイバーレ                    |  |
| FW                |  | ルートヴィヒ・シュティグルバウアー      |  |
| FW                |  | ルートヴィヒ・ラハナー                  |  |
| FW                |  | アントン・フーバー (サッカー選手・一世) |  |
| FW                |  | オットー・ウェールデンベアガー          |  |
| FW                |  | グスタフ・タールマイアー                |  |
| 監督              |  |                                         |  |
|                   |  |                                         |  |

|  |

## 得点ランキング[9]
| 選手 | 選手                                  | クラブ                         | 試合数 | 得点数 |
| ---- | ------------------------------------- | ------------------------------ | ------ | ------ |
| 1.   | ヴィリ・キアザイ                      | ヘルタBSC                      | 4      | 7      |
| 2.   | オットー・ウェールデンベアガー        | TSV1860ミュンヘン              | 4      | 4      |
| 2.   | ヨハネス・ゾーベク                    | ヘルタBSC                      | 4      | 4      |
| 4.   | カール・エーマー                      | アイントラハト・フランクフルト | 2      | 3      |
| 4.   | アンドレアス・フランツ (サッカー選手) | SpVggフュルト                  | 2      | 3      |
| 4.   | リヒャート・ホフマン (サッカー選手)   | ドレスデナーSC                 | 2      | 3      |